# Krîvciîk, Dunaiivți
Krîvciîk (în ucraineană Кривчик) este un sat în comuna Rahnivka din raionul Dunaiivți, regiunea Hmelnîțkîi, Ucraina.

## Demografie
Componența lingvistică a localității Krîvciîk
     Ucraineană (98,69%)
     Alte limbi (1,15%)
Conform recensământului din 2001, majoritatea populației localității Krîvciîk era vorbitoare de ucraineană (98,69%), existând în minoritate și vorbitori de alte limbi.

## Legături externe
- pl Krzywczyk în Dicționarul geografic al Regatului Poloniei și al altor țări slave, volum IV (Kęs — Kutno) anul 1883